# タマシキゴカイ
タマシキゴカイ（玉敷沙蚕、学名：Arenicola brasiliensis）はゴカイの1種。干潟などに住み、泥の中に深いＵ字型の棲管を作り、その出口に糞を積み上げる。別名は黒虫（くろむし）。

## 特徴
体長は6-30cm。体色は生息地によって変異があり、赤黄色から灰黒色まで様々である。泥地のものは暗緑色か灰黒色、砂地のものは赤黄色になるとも言われている。体は太くて円筒形で、体の前には鰓のない体前部があり、それから樹状に分岐した発達した鰓のある鰓部が続き、底から後ろは細長い尾部がある。尾部の長さは6-9cmほどになる。体の前半がやや太く、後方は細い。各々の体節は外見上は5つの環節に分かれ、表皮は厚くて網目状。口前葉は小さくて3つに分かれており、付属する突起や目はない。それに続く2体節には剛毛はなく、その腹側に口が開く。咽頭は口吻として突き出すことが出来、袋状になり、表面には乳頭様の突起がある。疣足は二叉型だが背疣足の突出は弱く、先端は断ち切られた様になっている。鰓部では背疣足の後ろに鰓がある。腹疣足は縦長の隆起になっており、鉤状剛毛の列が一列に並んでいる。腹疣足の腹剛毛列は長く、腹面中央で接するほどになる。本種では剛毛節は17あり、第7毛節から第17毛節までに11対の房状の鰓がある。

## 分布と生息環境
日本では北海道南西部以南に見られ、南北米両大陸の東西海岸、ウラジオストクから中国沿岸、インド及びオーストラリアに広く分布する。潮間帯の砂泥地に生息する。
広く干潟に普通に見られたが、近年著しく減少しているとの情報もある。

## 習性など
干潟の砂泥中にトンネル状の棲管を作って、その中に潜む。棲管は深さ30-60cmまで垂直に掘られ、その内側は粘液で裏打ちされる。垂直に掘られた底から棲管は横に伸び、その先端からは裏打ちされないトンネルが地表まで掘られる。従ってその全形はＵの字状となる。本体はその管の中で、裏打ちされていないトンネルの側に頭を向け、体の伸縮と鰓の運動を利用して尾の方から海水を呼び込み、それによって頭部の前方に上から砂泥を引き込む。そのようにして崩して食べやすくした砂泥を飲み込むと、穴の中を尾の方へと後退してゆき、肛門を穴の外に出して糞を外に出す。その後に再び頭の方から潜り込み、また海水を取り込みながら頭部の方から砂泥を飲み込む。これを繰り返すと東部側のトンネルでは表面から砂泥が吸い込まれてゆくために中央がくぼんだすり鉢状の部分が出来、反対の口にはうどんを丸めたような糞塊ができあがる。海水の取り込みには新鮮な海水から酸素を得るための意味もある。この動物は10回前後砂を飲み込み、そこで数分間休息し、次は後退して糞を外に出す形でかなり正確な反復運動を繰り返すことになる。
ちなみにこのようにしてこの動物が作ったすり鉢と糞塊は満潮によって平らに均されてしまう。
卵塊は球形の寒天質になり、海底に一端がくっついている。

## 近縁種
- 日本では別属であるがイソタマシキゴカイ(Abarenicola pacifica)があり、本種に外見的によく似ている。この種では剛毛列は19、鰓の対は第7から第19剛毛節までの13対となっている。また腹疣足の腹剛毛列は本種のように長くなく、腹面中央を挟んで広く離れている[14]。

## 利用
マダイやカレイの釣り餌として用いられ、クロムシ(広島県・福島県)、ドンベイ(広島)、チンチロムシ(福岡県)など各地で独特の呼び名がある。